# Tierra de Campos

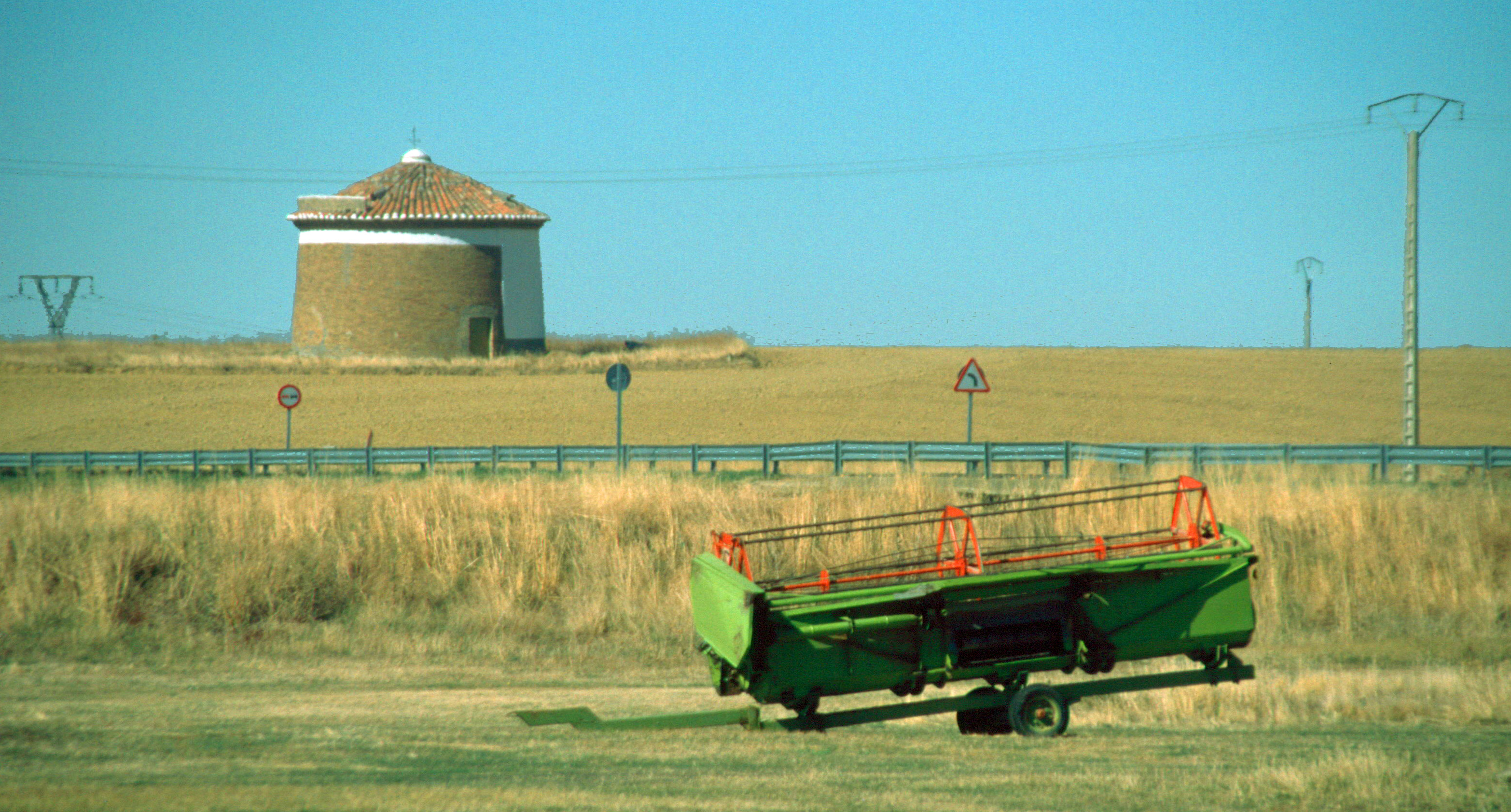
Tierra de Campos

Tierra de Campos är en spansk naturlig comarca (område/gränsområde), beläget i den autonoma regionen Kastilien och León, och som sträcker sig över provinserna Palencia, Valladolid, Zamora och León.

## Historik
Dess ursprung ligger i de så kallade Campos Góticos (Campi Gothici eller Campi Gothorum, den ”gotiska landsbygden”), ett område av särskild betydelse för det Visigotiska riket på grund av att merparten av den visigotiska befolkningen först slog sig ner i denna comarca i slutet av 400-talet, då de blev fördrivna från södra Gallien genom frankernas expansion. Senare spred sig befolkningen till andra delar av det gamla Hispania eller man slog sig ned i Toledo, rikets huvudstad.
Det första omnämnandet av Campos Góticos om denna landsbygd uppträder första gången i Crónica Albeldense, i citatet "Campos quos dicunt Goticos usque adflumen Dorium eremauit, et xristianorum regnum extendit". Fastän dokumentation saknas, brukar man anse att denna benämning kommer från tiden för visigoterna i Spanien.
Denna comarca har, trots sin stora identitetskänsla, med geografisk särart, ekonomiska, sociala och historiska beröringspunkter, inte tillräckligt legalt stöd för att utvecklas administrativt, vilket har medfört att kommunerna (municipios) fått organisera sig i samfälligheter (mancomunidades) som enda lagliga sätt för möjliggöra optimeringen av driften av vissa kommunala tjänster.